# 191 Peachtree Tower
191 Peachtree Tower je mrakodrap v Atlantě. Má 50 podlaží a výšku 235 metrů. Výstavba probíhala v letech 1990 – 1991. Za designem budovy stojí firmy Johnson/Burgee Architects a Kendall/Heaton Associates Inc. V roce 1987 měla budova podle plánů mít jen 48 podlaží. V letech 1991 a 1998 byla budova oceněna cenami BOMA.